# V367 Большой Медведицы
V367 Большой Медведицы (лат. V367 Ursae Majoris) — одиночная переменная звезда в созвездии Большой Медведицы на расстоянии приблизительно 12170 световых лет (около 3731 парсека) от Солнца. Видимая звёздная величина звезды — от +13,77m до +12,97m.

## Характеристики
V367 Большой Медведицы — пульсирующая переменная звезда типа RR Лиры (RRAB).